# Eastbourne International 2021
Eastbourne International 2021 (còn được biết đến với Viking International Eastbourne vì lý do tài trợ) là một giải quần vợt nam và nữ thi đấu trên mặt sân cỏ ngoài trời. Đây là lần thứ 46 (nữ) và lần thứ 10 (nam) giải đấu được tổ chức. Giải đấu là một phần của WTA 500 trong WTA Tour 2021 và ATP Tour 250 trong ATP Tour 2021. Giải đấu diễn ra tại Devonshire Park Lawn Tennis Club ở Eastbourne, Vương quốc Liên hiệp Anh và Bắc Ireland từ ngày 21 đến ngày 26 tháng 2021.

## Nội dung đơn ATP

### Hạt giống
| Quốc gia | Tay vợt                     | Xếp hạng1 | Hạt giống |
| -------- | --------------------------- | --------- | --------- |
| FRA      | Gaël Monfils                | 16        | 1         |
| AUS      | Alex de Minaur              | 22        | 2         |
| ITA      | Lorenzo Sonego              | 26        | 3         |
| GEO      | Nikoloz Basilashvili        | 30        | 4         |
| USA      | Reilly Opelka               | 32        | 5         |
| ESP      | Alejandro Davidovich Fokina | 35        | 6         |
| ESP      | Albert Ramos Viñolas        | 38        | 7         |
| KAZ      | Alexander Bublik            | 39        | 8         |
| GBR      | Cameron Norrie              | 41        | 9         |

- 1 Bảng xếp hạng vào ngày 14 tháng 6 năm 2021.[3]

### Vận động viên khác
Đặc cách:
- Liam Broady
- Jay Clarke
- James Ward

Vượt qua vòng loại:
- James Duckworth
- Ilya Ivashka
- Mikhail Kukushkin
- Mikael Ymer

Thua cuộc may mắn:
- Norbert Gombos
- Alastair Gray
- Kwon Soon-woo
- Max Purcell
- Andreas Seppi

### Rút lui
- Nikoloz Basilashvili → thay thế bởi  Andreas Seppi
- Marin Čilić → thay thế bởi  Vasek Pospisil
- Laslo Đere → thay thế bởi  Alastair Gray
- Taylor Fritz → thay thế bởi  Yoshihito Nishioka
- Richard Gasquet → thay thế bởi  Max Purcell
- Aslan Karatsev → thay thế bởi  Emil Ruusuvuori
- Filip Krajinović → thay thế bởi  Egor Gerasimov
- Cameron Norrie → thay thế bởi  Norbert Gombos
- Reilly Opelka → thay thế bởi  Kwon Soon-woo
- Benoît Paire → thay thế bởi  Alexei Popyrin
- Stan Wawrinka → thay thế bởi  Aljaž Bedene

### Bỏ cuộc
- Alejandro Davidovich Fokina

## Nội dung đôi ATP

### Hạt giống
| Quốc gia | Tay vợt              | Quốc gia | Tay vợt                | Xếp hạng1 | Hạt giống |
| -------- | -------------------- | -------- | ---------------------- | --------- | --------- |
| CRO      | Nikola Mektić        | CRO      | Mate Pavić             | 3         | 1         |
| COL      | Juan Sebastián Cabal | COL      | Robert Farah           | 9         | 2         |
| USA      | Rajeev Ram           | GBR      | Joe Salisbury          | 21        | 3         |
| FRA      | Fabrice Martin       | FRA      | Édouard Roger-Vasselin | 51        | 4         |

- 1 Bảng xếp hạng vào ngày 14 tháng 6 năm 2021.

### Vận động viên khác
Đặc cách:
- Lloyd Glasspool /  Harri Heliövaara
- Alastair Gray /  Luke Johnson

### Rút lui
Trước giải đấu
- Jamie Murray /  Bruno Soares → thay thế bởi  Luke Bambridge /  Jamie Murray
- Łukasz Kubot /  Marcelo Melo → thay thế bởi  Alexander Bublik /  Nicholas Monroe
- Marin Čilić /  Ivan Dodig → thay thế bởi  Hugo Nys /  Jonny O'Mara

Trong giải đấu
- Luke Bambridge /  Jamie Murray

## Nội dung đơn WTA

### Hạt giống
| Quốc gia | Tay vợt                  | Xếp hạng1 | Hạt giống |
| -------- | ------------------------ | --------- | --------- |
| BLR      | Aryna Sabalenka          | 4         | 1         |
| UKR      | Elina Svitolina          | 6         | 2         |
| CAN      | Bianca Andreescu         | 7         | 3         |
| POL      | Iga Świątek              | 9         | 4         |
| CZE      | Karolína Plíšková        | 10        | 5         |
| SUI      | Belinda Bencic           | 12        | 6         |
| BEL      | Elise Mertens            | 17        | 7         |
| RUS      | Anastasia Pavlyuchenkova | 19        | 8         |

- 1 Bảng xếp hạng vào ngày 14 tháng 6 năm 2021.[4]

### Vận động viên khác
Đặc cách:
- Harriet Dart
- Jeļena Ostapenko
- Samantha Stosur
- Heather Watson

Vượt qua vòng loại:
- Camila Giorgi
- Viktorija Golubic
- Marta Kostyuk
- Christina McHale
- Bernarda Pera
- Vera Zvonareva

Thua cuộc may mắn:
- Shelby Rogers
- Anastasija Sevastova

### Rút lui
Trước giải đấu
- Sofia Kenin → thay thế bởi  Donna Vekić
- Johanna Konta → thay thế bởi  Daria Kasatkina
- Donna Vekić → thay thế bởi  Shelby Rogers
- Madison Keys → thay thế bởi  Anastasija Sevastova

### Bỏ cuộc
- Vera Zvonareva

## Nội dung đôi WTA

### Hạt giống
| Quốc gia | Tay vợt         | Quốc gia | Tay vợt          | Xếp hạng1 | Hạt giống |
| -------- | --------------- | -------- | ---------------- | --------- | --------- |
| USA      | Nicole Melichar | NED      | Demi Schuurs     | 19        | 1         |
| JPN      | Shuko Aoyama    | JPN      | Ena Shibahara    | 28        | 2         |
| CHI      | Alexa Guarachi  | USA      | Desirae Krawczyk | 33        | 3         |
| TPE      | Chan Hao-ching  | TPE      | Latisha Chan     | 36        | 4         |

- 1 Bảng xếp hạng vào ngày 14 tháng 6 năm 2021.

### Vận động viên khác
Đặc cách:
- Harriet Dart /  Heather Watson

Bảo toàn thứ hạng:
- Veronika Kudermetova /  Elena Vesnina
- Bethanie Mattek-Sands /  Sania Mirza
- Samantha Stosur /  CoCo Vandeweghe

### Rút lui
Trước giải đấu
- Hayley Carter /  Luisa Stefani → thay thế bởi  Hayley Carter /  Nao Hibino
- Gabriela Dabrowski /  Vera Zvonareva → thay thế bởi  Christina McHale /  Sabrina Santamaria

## Nhà vô địch

### Đơn nam
- Alex de Minaur đánh bại  Lorenzo Sonego, 4–6, 6–4, 7–6(7–5).

### Đơn nữ
- Jeļena Ostapenko đánh bại  Anett Kontaveit, 6–3, 6–3

### Đôi nam
- Nikola Mektić /  Mate Pavić đánh bại  Rajeev Ram /  Joe Salisbury, 6–4, 6–3

### Đôi nữ
- Shuko Aoyama /  Ena Shibahara đánh bại  Nicole Melichar /  Demi Schuurs, 6–1, 6–4